# فاتح أوزتورك (لاعب كرة قدم)
فاتح أوزتورك (بالتركية: Fatih Öztürk)‏ هو لاعب كرة قدم تركي في مركز حراسة المرمى، ولد في 14 يونيو 1983 في أوف (بلدة) في تركيا. لعب مع فتحية سبور ونادي كارديمير كارابوك سبور وهاتاي سبور.

## وصلات خارجية
- فاتح أوزتورك (لاعب كرة قدم) على موقع اتحاد تركيا (لاعب) (الإنجليزية)
- فاتح أوزتورك (لاعب كرة قدم) على موقع قاعدة بيانات كرة القدم.إي يو (الإنجليزية)